# Деифонт
Деифонт (др.-греч. Δηιφόντης) — персонаж древнегреческой мифологии. 
Царь Эпидавра. 
Потомок Геракла, сын Антимаха, внук Фрасианора, правнук Ктесиппа, праправнук Геракла, муж Гирнефо. 
Успешно воевал с аргивянами, пленив их отцов, детей и жен и добившись в обмен уступки их городов. После убийства его тестя Темена войско постановило передать ему царскую власть в Аргосе По Павсанию, власть получил Кейс, сын Темена, и его братья, а Деифонт откололся от остальных аргивян и поселился в Эпидавре, который до этого, в начале дорийского вторжения на Пелопоннес, ему добровольно уступил царь Питирей. 
Дети от первого брака: Антимен, Ксантипп, Аргей, Орсобия.
Павсаний:
[3] Если спускаться в город Эпидавр, то встречается место, все заросшее дикой маслиной. Это место называют Гирнефион. 3. Я опишу здесь то, что рассказывают эпидаврийцы и что кажется мне правдоподобным. Кейс и остальные сыновья Темена знали, что доставят наибольшую неприятность Деифонту, если каким-либо образом смогут разлучить его с Гирнефо́. И вот прибыли в Эпидавр Керин и Фалк — младшему, Агрею, вся эта затея была не по душе. Они, поставив колесницу под стеной города, послали к сестре вестника, приглашая ее прийти сюда для переговоров. [4] Когда она приняла их приглашение, юноши стали во многом обвинять Деифонта и усиленно умоляли ее вернуться в Аргос, обещая ей многое, между прочим выдать замуж за человека, гораздо лучшего, чем Деифонт, владеющего и большим числом людей и царствующего над более богатой землей. Гирнефо́ была очень обижена такими словами и в свою очередь сказала им, что она любит своего мужа Деифонта, который по отношению к Темену был безукоризненным зятем, и что их самих скорее следует называть убийцами Темена, чем детьми. [5] Тогда они, ничего ей не ответив, схватывают ее и, посадив на колесницу, увозят. Кто-то из эпидаврийцев дал знать Деифонту, что Керин и Фалк увезли Гирнефо́ против ее воли. Тогда он сам поспешно бросился ей на выручку, да и эпидаврийцы, услыхав об этом, кинулись на помощь ему. Захватив Керина, Деифонт с одного удара убил его, Фалка же, державшего в руках Гирнефо́, он побоялся ударить, опасаясь в случае промаха стать убийцей самой Гирнефо́, и, в свою очередь схватив ее, вступил в борьбу с Фалком, пытаясь ее отнять. Фалк сопротивлялся и еще сильнее тащил ее за собой; это было причиной ее смерти, так как она была беременна. [6] Тогда Фалк, поняв, что он сделал со своей сестрой, погнал колесницу изо всех сил, стараясь выиграть время, прежде чем против него соберутся все жители Эпидавра. Тогда Деифонт со своими детьми, а у него были уже раньше дети, сыновья Антимен, Ксантипп и Аргей и дочь Орсобия — на ней, говорят, впоследствии женился Памфил, сын Эгимия, — подняв труп Гирнефо́, перенесли в то место, которое впоследствии было названо Гирнефионом. 
Возможно, Деифонт был персонажем утраченной трагедии Еврипида «Темен».